# Epimelitta meliponica
Epimelitta meliponica är en skalbaggsart som beskrevs av Bates 1870. Epimelitta meliponica ingår i släktet Epimelitta och familjen långhorningar. Inga underarter finns listade i Catalogue of Life.